# Фридерика Луиза Гессен-Дармштадтская
Фридерика Луиза Гессен-Дармштадтская (нем. Friederike Luise von Hessen-Darmstadt; 16 октября 1751, Пренцлау — 25 февраля 1805, Берлин, дворец Монбижу) — вторая супруга короля Пруссии Фридриха Вильгельма II. Сестра великой княгини Натальи Алексеевны.

## Биография

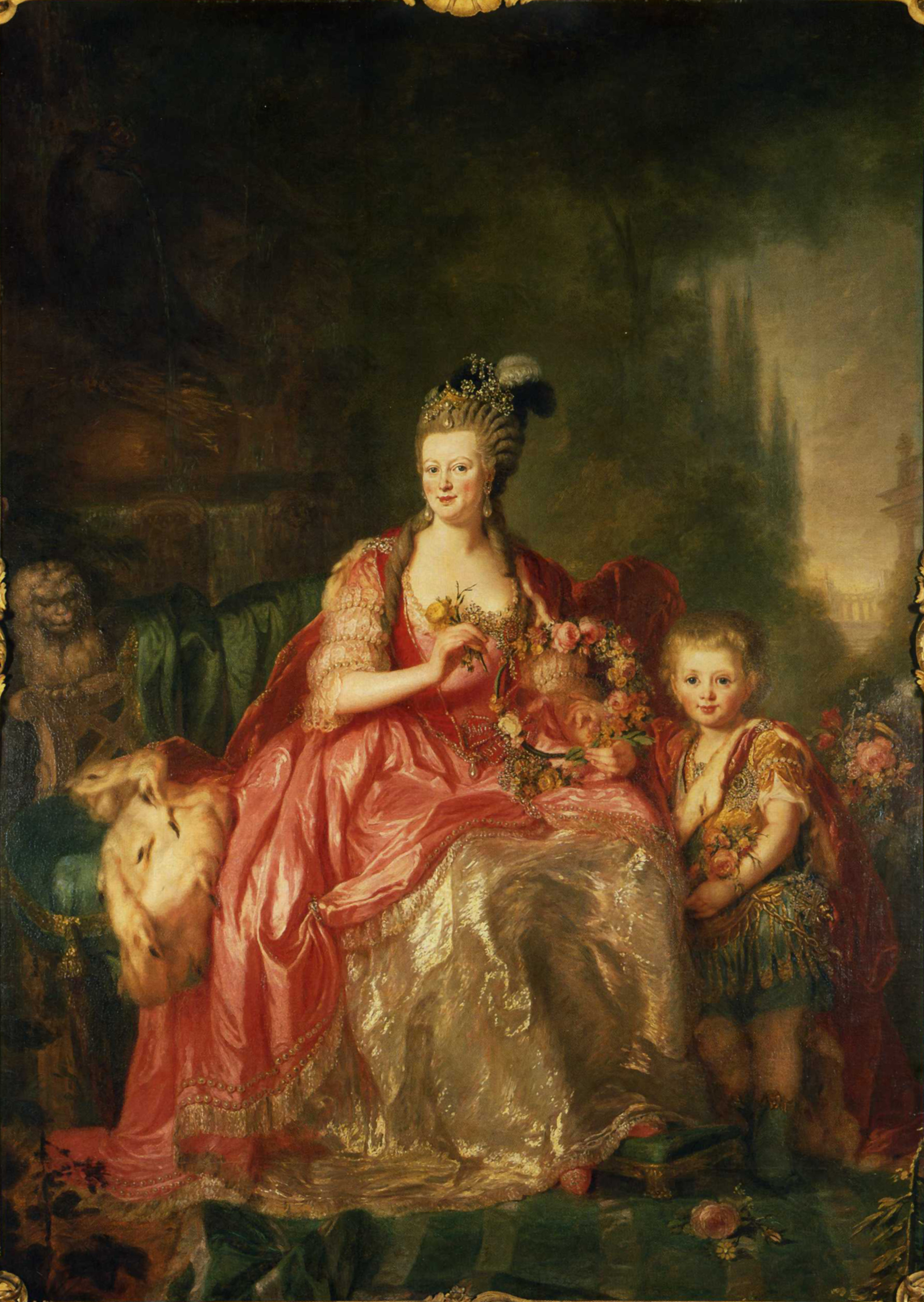
Портрет Фридерики Луизы, худ. Анна Доротея Тербуш, 1775 г.

Фридерика Луиза — дочь ландграфа Людвига IX Гессен-Дармштадтского и его супруги Генриетты Каролины Пфальц-Цвейбрюккенской. Родилась в Пренцлау, где её отец состоял на прусской службе. Приходилась сестрой великой герцогине Луизе Августе Саксен-Веймар-Эйзенахской и великому герцогу Людвигу I Гессенскому. Воспитывала Фридерику главным образом её мать, известная как «Великая Ландграфиня», которой покровительствовал Фридрих II. Фридерика была его крестницей, и прусский король стремился устроить её брак со своим племянником и наследником.
14 июля 1769 года Фридерика вышла замуж за будущего короля Пруссии, Фридриха Вильгельма II. Венчание состоялось в часовне дворца Шарлоттенбург. Для принца это был второй брак — со своей первой женой Елизаветой Кристиной Ульрикой Брауншвейг-Вольфенбюттельской он развёлся из-за внебрачных связей. Второй его брак тоже был не слишком счастливым. Фридрих Вильгельм, известный склонностью к супружеским изменам, большую часть времени проводил со своей любовницей Вильгельминой фон Лихтенау, с которой сошёлся ещё до брака с «Гессенской Лизхен» (так он называл вторую жену). Фридерика Луиза в основном жила в Потсдаме, отдельно от мужа, и редко посещала Берлин.
В 1786 году, когда Фридрих Вильгельм II взошёл на престол и Фридерика Луиза стала королевой Пруссии, ей пришлось переехать в Берлин, где она регулярно устраивала приёмы для придворных, знати и иностранных посланников. Рассказывают, что на своём первом светском приёме королева непреднамеренно спровоцировала дипломатический инцидент: она пригласила австрийского и российского министров присоединиться к ней за игорным столом, не зная об обычае, согласно которому королева должна играть только со своими подданными, — это вызвало обиду французского министра, которого играть не пригласили.
Фридерика Луиза — как и её супруг — славилась своей расточительностью. Как королева она получала ежегодное пособие в размере 51 000 крон, но этого было недостаточно для покрытия её расходов, поскольку она, по свидетельству современника, «была щедра в своих вкусах и несколько неумеренна в своих привычках». Французский политик Оноре де Мирабо утверждал, что однажды королеве было нечем заплатить за дрова для отопления дома, в то время как её муж тратил на содержание любовницы 30 000 талеров ежегодно. Королеву обвиняли также в том, что, будучи постоянно занята финансовыми проблемами, она не уделяет должного внимания воспитанию детей, которые жили с ней во дворце Монбижу, в частности, ей вменяли в вину недостаточную образованность кронпринца Фридриха Вильгельма. Тем не менее, сам кронпринц относился к матери с любовью и почтением, высоко ценил её, и был возмущён тем, что отец отодвигал её на второй план. Королева часто обращалась за советом к своей матери, которая пыталась оказать на неё положительное влияние.
Фридерика Луиза почти не принимала участия в политике и государственных делах. Мирабо отзывался о ней как о наименее влиятельной из всех прусских королев. Английский публицист и политик Натаниэль Рэксалл, некоторое время проведший при прусском дворе, писал о Фридерике Луизе: «Она любезная, добродетельная и приятная женщина, действительно, не обладающая ни личным обаянием, ни грацией своей предшественницы, но свободная от её ошибок и недостатков. Она среднего роста, её лицо приятно, хотя и не красиво, её манеры легки и привлекательны, её характер достоин уважения и создан, чтобы вызывать всеобщее почтение». Он также отмечал, что королева «хотя и не обеспечила себе привязанности и постоянства супруга, но обладала, по крайней мере, его уважением и получала от него все доказательства его почтения».
В 1787 году королеву попросили дать согласие на морганатический брак Фридриха Вильгельма II с её фрейлиной, Юлией фон Фосс. Её зять, герцог Саксен-Веймарский, был назначен послом на переговорах между королем и королевой. В конце концов, Фридерика Луиза была вынуждена согласиться. Как сообщается, при этом она рассмеялась и воскликнула: «О, да! Я дам своё согласие, но за это придётся дорого заплатить!». Она готова была смириться с двоежёнством короля при условии, что тот оплатит её долги, которые составили 100 000 крон.
Во время этого скандала в немецком театре несколько вечеров подряд давали спектакль «Инес де Кастро». Публика заметила, что королева, придя на спектакль, покинула театр перед началом четвёртого акта, в котором принц признаётся в любви фрейлине. Строились догадки: не было ли это демонстративным жестом. Мирабо прокомментировал ситуацию так: «Из-за бурного и разностороннего, но не такого уж слабого характера принцессы, трудно определить, поступила она так намеренно или нет».
В 1790 году Фридерика Луиза была вынуждена согласиться на ещё один брак своего мужа, с фрейлиной Софией фон Дёнхофф, которая, как сообщается, оскорбляла королеву тем, что пыталась соревноваться с ней за первенство при дворе. Когда любовница короля Вильгельмина фон Лихтенау получила титул графини, Фридерике Луизе пришлось официально принять её при дворе и подарить ей свой портрет, украшенный бриллиантами.
В 1796 году Фридрих Вильгельм II заболел, и Вильгельмина Лихтенау ухаживала за ним. В время непродолжительного выздоровления короля весной 1797 года она организовала постановку оперы «Смерть Клеопатры», на которой было приказано присутствовать и королеве. Это событие, привлекшее много внимания, было описано французским политическим деятелем — Анн-Анри Кабе Дампмартином: «Королева, кронпринц и его супруга, а также остальные принцы и принцессы дрожали от негодования из-за унизительного принуждения, сделавшего их гостями женщины, чьё соседство они считали оскорбительным. Король являл на своём бледном лице признаки смертельной болезни. Добросердечная королева скривила губы в болезненной улыбке. Кронпринц не мог скрыть своего неистового волнения, он украдкой поглядывал то на свою нежно любимую мать, то на свою обожаемую жену, как будто не мог допустить возможности созерцать их в апартаментах любовницы своего отца […] Во время сцены, в которой Октавия оплакивает неверность Марка Антония, все взгляды невольно обратились на королеву, и она спрятала лицо за платком».
От участия в следующих публичных торжествах по случаю выздоровления короля Фридерика Луиза уклонилась, сказавшись больной, и рядом с королём на них восседала Вильгельмина Лихтенау. Вильгельмина продолжала ухаживать за королём, и когда тот был на смертном одре — в Потсдаме, в то время как королева оставалась в Берлине и навещала его лишь раз в неделю. Перед смертью Фридрих Вильгельм II попросил Вильгельмину выйти к его жене и сыну и передать им его прощание. Фридерика Луиза была тронута, обняла графиню и поблагодарила её за преданную заботу о своём муже, но кронпринц был с ней по-прежнему холоден. Когда король спросил Лихтенау: «Что сказал мой сын?» и получил ответ: «Ни слова», он воскликнул: «Ни слова благодарности? Тогда больше я никого не хочу видеть». Королевская семья обвинила в этом Вильгельмину, полагая, что это было её решение, а не короля.
О жизни Фридерики Луизы после смерти мужа известно мало. Как сообщают, она жила тихой и мирной жизнью, наслаждаясь гармонией в семье сына и общением с внуками, не принимая участия в общественной и политической жизни. Говорили, что в старости она стала особенно эксцентричной: видела призраков, и из-за этого предпочитала спать днём, а ночью бодрствовать. С 1788 года она проводила лето в Бад-Фрайенвальде, где её часто навещали дети и внуки. Это во многом способствовало экономическому и культурному развитию города, в котором было построено несколько зданий для размещения вдовствующей королевы и её двора. В 1799 году архитектор Давид Жилли построил для неё летний дворец.
Принцесса Хедвига Елизавета Шарлотта Шлезвиг-Гольштейн-Готторпская так описывала свой визит к Фридерике Луизе в 1798 году: «Вдовствующая королева пригласила нас на завтрак, и мы поехали в Монбижу — очень простую усадьбу недалеко от Берлина, где она проживает круглый год. […] Королева — маленькая, очень полная женщина средних лет, такая сгорбленная, что похожа на старуху. Вы могли принять её за волшебницу из старинной сказки. Она очень вежлива, разговорчива и сияет добротой, что свидетельствует о мягком сердце и благородном характере».
Фридерика Луиза умерла в 1805 году, от инсульта, в своей резиденции Монбижу, похоронена в Берлинском соборе.

## Дети

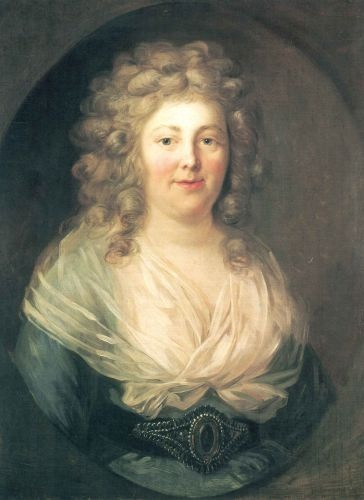
Фридерика Луиза, 1789 г.

- Фридрих Вильгельм (1770—1840), будущий король Пруссии Фридрих Вильгельм III
- Кристина (1772—1773)
- Людвиг (1773—1796), в 1793 году женился на Фридерике Мекленбург-Стрелицкой
- Вильгельмина (1774—1837), в 1791 году вышла замуж за короля Нидерландов Виллема I
- Августа (1780—1841), вышла замуж за курфюрста Гессен-Кассельского Вильгельма II
- Генрих Карл (1781—1846), гроссмейстер прусского ордена иоаннитов
- Вильгельм (1783—1851), с 1804 года женат на Марии Анне Гессен-Гомбургской

## Награды
- Орден Святой Екатерины (27 июня 1773)[6]